# Henri-Edmond Cross
Pour les articles homonymes, voir Cross et Henri Delacroix (homonymie).
Henri-Edmond Cross, pseudonyme d'Henri Edmond Joseph Delacroix (Douai, 20 mai 1856 – Le Lavandou, 16 mai 1910), est un peintre et lithographe français.
Il est représentatif de la peinture  pointilliste et est un proche du mouvement libertaire.

## Biographie

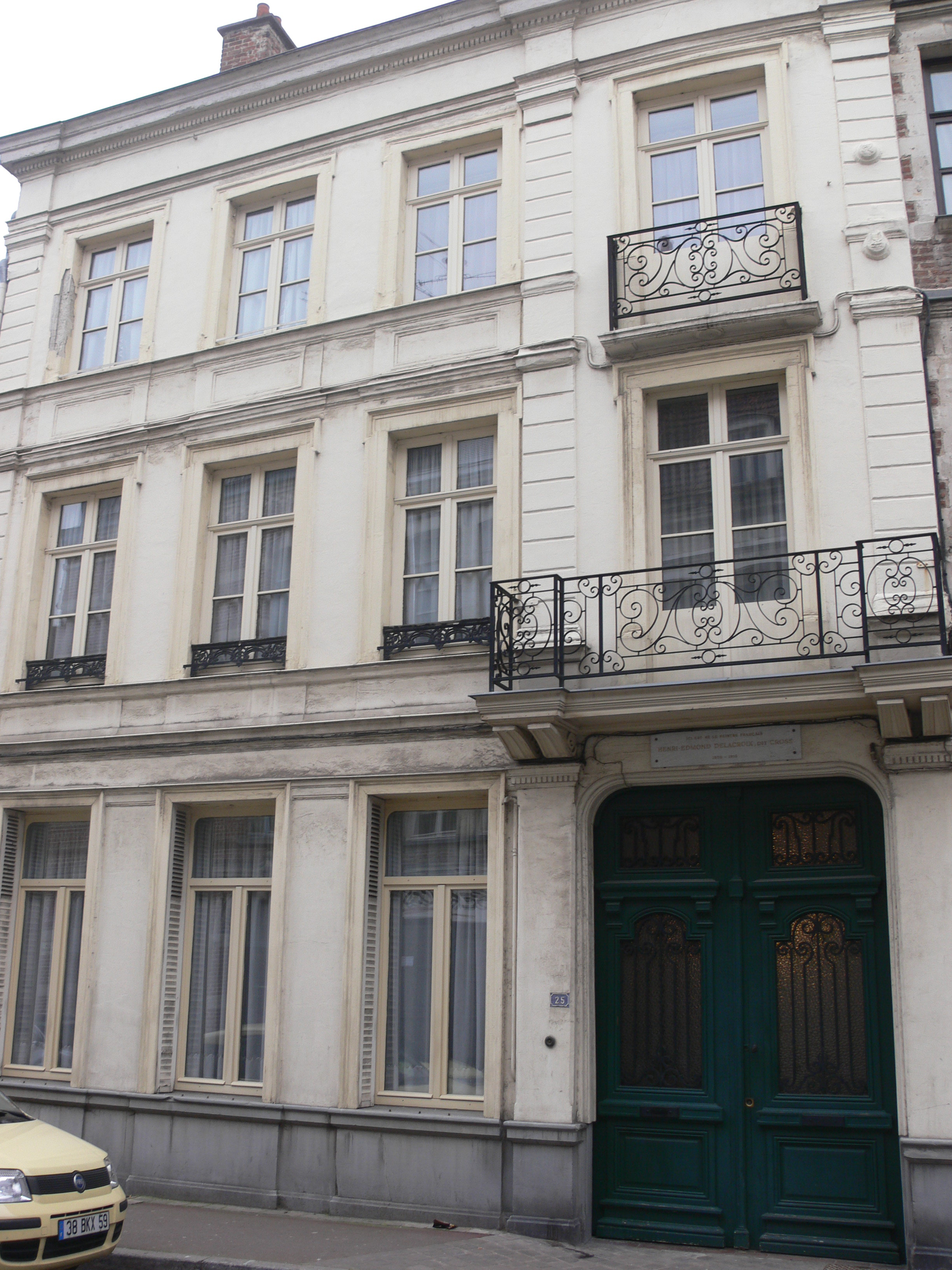
Maison natale de Cross au 15, rue Jean-Bellegambe à Douai.

Henri Edmond Joseph Delacroix naît au 15, rue Jean Bellegambe à Douai, où sa famille tient une quincaillerie. Le cousin de son père lui découvre du talent dès son enfance et devient son mentor. Il fait son apprentissage à Lille auprès de Carolus-Duran et d'Alphonse Colas. Il débute au Salon de 1881 en traduisant son patronyme « Delacroix » en anglais « Cross », pour se distinguer d'Eugène Delacroix, sur une idée de son ami le peintre François Bonvin.

### Un peintre néo-impressionniste
D'abord naturaliste, Henri-Edmond Cross se lie d'amitié avec les peintres néo-impressionnistes, dont il partage les convictions anarchistes.
En 1893, il épouse Irma Clare (1849-1933), divorcée de l'écrivain Hector France, une Britannique d'une grande beauté dont il avait fait le portrait en 1891 (Madame Hector France [titre originel], musée d'Orsay). 
À partir de 1896, il collabore aux Temps nouveaux de Jean Grave en lui offrant dessins et lithographies (le premier dessin, L’Errant, n’était pas signé), ainsi que des aquarelles pour les tombolas de soutien au journal et à ses publications.
Il illustre d'une lithographie le roman de John-Antoine Nau, La Gennia, roman spirite hétérodoxe. Suivent deux lithographies en couleurs, l'une paraît chez Ambroise Vollard (La Promenade, 1897), puis dans la revue Pan (Les Champs-Élysées, 1898).
Il est particulièrement lié à Charles Angrand, Maximilien Luce (qui fit son portrait) et Théo Van Rysselberghe.
Il n'adopte le divisionnisme qu'en 1891 avec son ami Paul Signac, peu avant la mort de Georges Seurat.
Il passe chaque été en Provence à partir de 1883 avant de s'installer définitivement à Saint-Clair dans le Var en 1891.
Inspiré par la lumière méditerranéenne, comme nombre de ses pairs, il peint des paysages sur les côtes provençales et dans l'arrière pays. Il représente aussi le travail des paysans à travers des scènes de genre.
Son œuvre a influencé Henri Matisse et les peintres fauves.

## Œuvres dans les collections publiques
Liste non exhaustive. Les sources indiquées donnent accès à la visualisation des œuvres. Les lieux sont classés par ordres alphabétiques (pays puis villes et noms).
- En Allemagne
  - Cologne, Wallraf-Richartz museum und Fondation Corboud
    - Coucher de soleil sur la mer, 1896, huile sur toile, 54,3 × 61,5 cm[9]
    - Le Lesteur, vers 1900, aquarelle, 17,2 × 24,8 cm[10]
    - La Ville sur la mer, vers 1900, aquarelle, 17,2 × 24,8 cm[10]
    - La Dogana, 1902, aquarelle, 11 × 13,5 cm[11]
    - La Dogana, Venise, 1902, aquarelle[11]
    - Femme dans l'arbre ou Nu dans un arbre, 1906, huile sur toile 31 × 26 cm[12]
    - La Clairière, 1906-1907, huile sur toile, 162 × 130 cm[13]

  - Munich, Bayerische Staatsgemäldesammlungen - Neue Pinakothek
    - Le Cap Layet, vers 1904, huile sur toile, 48,6 × 64,9 cm[14]

  - Potsdam, Museum Barberini
    - La Plage de Saint-Clair, 1896, huile sur toile, 54 × 65 cm[15]

- En Autriche
  - Vienne, Albertina Museum
    - Les Petites-Maures, montagnes près de Fréjus, 1909, huile sur toile, 46,5 × 61 cm[16]

- En Belgique
  - Ixelles, musée
    - La Maison rose, vers 1901-1905.

- Au Danemark
  - Copenhague, Ny Carlsberg Glyptotek
    - Amandiers en fleurs, vers 1902, huile sur toile, 59 × 81 cm[17]

  - Copenhague, Statens Museum for Kunst
    - Antibes, 1908, aquarelle, 22,5 × 28 cm[18]

- En Espagne
  - Madrid, Museo Nacional Thyssen-Bornemisza
    - Femmes attachant la vigne, 1890, huile sur toile, 53,8 × 65 cm[19]
    - Plage, effet d'après midi, 1902, huile sur toile, 54 × 65 cm[20]

- Aux États-Unis
  - Baltimore Museum of Art
    - Nu, vers 1895-1896, huile sur toile, 73,7 × 94 cm[21]

  - Chicago, Art Institute
    - Plage de Baigne-Cul, 1891-1892, huile sur toile, 65,3 × 92,3 cm[22]
    - Antibes, 1907, aquarelle, craie noire sur papier vergé ivoire marouflée sur panneau, 42 × 31,7 cm[23]

  - Cleveland Museum of Art
    - Le Nuage rose, vers 1896, huile sur toile, 30 × 36 cm[24]

  - New York, Metropolitan Museum
    - Pins le long du rivage ou Paysage aux pins, 1896, huile sur toile, 54,3 × 65,4 cm[25],[26]
    - Étude pour 'Le Ranelagh', 1899, aquarelle sur craie noire sur papier vélin crème, 12 × 16,9 cm[27]
    - Paysage méditerranéen à la maison blanche, 1900-1905, aquarelle sur graphite et papier vélin épais, 17,2 × 24,8 cm[28]
    - Venise, la Guidecca, 1903, aquarelle, mine de plomb, fusain sur papier vélin blanc épais, 17,1 × 24,8 cm[29]
    - Marine (Bateaux près de Venise), 1903, aquarelle sur mine de plomb sur papier vélin blanc fixé sur carton vélin épais, 17,1 × 24,6 cm[30]
    - Venise : nuit de la fête du Rédempteur, 1903, aquarelle sur crayon sur papier vélin blanc, 14 × 24,3 cm[31]
    - Paysage, vers 1904, aquarelle, 17,5 × 24,8 cm[32]
    - Jardin de l'artiste à Saint-Clair, 1904-1905, aquarelle, 26,6 × 35,8 cm[33]
    - Paysage aux étoiles, vers 1905-1908, aquarelle, 24,4 × 32,1 cm[34]
    - Jardin du peintre à Saint-Clair, 1908, aquarelle sur crayon, 17,1 × 24,1 cm[35]
    - Vallée au pin (Ombre sur la montagne), 1909, huile sur toile, 73,7 × 90,2 cm[36]
    - Cap Nègre, 1909, fusain et aquarelle avec cadre au fusain sur papier vélin crème, 25,9 × 42 cm[37]

  - New York, Museum of Modern Art
    - Paysage avec personnages, vers 1905, aquarelle, 24,4 × 34 cm[38]

  - Norfolk, Chrysler Museum of Art
    - Étude pour "Excursion" (vers 1895)[39]
    - Excursion (1895)[39]

  - Oberlin, Allen Memorial Art Museum
    - Le Retour du pêcheur, 1896, huile sur toile, 64,8 × 91,5 cm[40]

  - Philadelphie, Barnes Foundation
    - Deux Femmes sur le rivage, Méditerranéenne, 1896, 65,1 × 92,1 cm[41]

  - San Francisco, Fine Arts Museums
    - Nature morte aux fleurs, avant 1900, aquarelle, 25 × 35 cm[42]

  - Washington, National Gallery of Art
    - Calanque des Antibois, 1891-1892, huile sur toile, 65,1 × 92,3 cm[43]
- En France
  - Bagnols-sur-Cèze, musée Albert-André
    - Canal à Venise, aquarelle, 31,5 × 38,3 cm[44]
    - Cavalaire, aquarelle, 31,5 × 38,3 cm[45]

  - Bayeux, musée d'Art et d'Histoire Baron-Gérard
    - Fleurs dans un vase, huile sur carton, 35 × 26 cm[46]

  - Besançon, musée des Beaux-Arts et d'Archéologie
    - Pardigon, 1907, aquarelle, crayon, papier, collé en plein, 24,5 × 16,7 cm[47]

  - Dijon, musée des Beaux-Arts
    - La Calanque des Antibois, 1891-1892, aquarelle et crayon, 19 × 28,5 cm[48]
    - La Barque bleue, 1899, huile sur toile, 59,4 × 81,3 cm[49]
    - La Colline, 1905-1907, aquarelle et crayon, 17 × 24,5 cm[50]
    - Les Arbres, 1905-1907, aquarelle et crayon, 16,5 × 24 cm[51]
    - Bord de mer, vers 1906-1907, huile sur bois, 15,8 × 23,8 cm[52]
    - Bouquet de fleurs dans un pot, 1907-1909, aquarelle, 29 × 43 cm[53]
    - Paysage de Saint-Clair, 1908, aquarelle, 22 × 38 cm[54]

  - Douai, musée de la Chartreuse
    - L'Ivrogne, 1883, huile sur toile, 45,5 × 35 cm[55]
    - Jardin de roses à Monaco, 1884, huile sur toile, 196 × 246 cm[56]
    - Portrait de madame Cross, vers 1901, huile sur toile, 92,2 × 73,2 cm[57]
    - Côte provençale; Le Four des Maures, 1906, huile sur toile, 73 × 92 cm[58]
    - Portrait de Madame Delacroix, huile sur bois, 46 × 37 cm[59]
    - Portrait du docteur Soins, huile sur toile, 56 × 37 cm[60]

  - Granville, musée d'art moderne Richard Anacréon
    - Jardin fleuri, non daté, huile sur bois, 23 × 15 cm[61]

  - Grenoble, musée de Grenoble
    - Femme en rose assise, 1901, huile sur papier marouflé sur toile, 30,5 × 31 cm[62]
    - Le Cap Layet, 1904, huile sur toile, 89 × 116 cm[63]
    - L'Homme à la grappe, 1905-1906, peinture à l'huile, fusain et pastel sur papier marouflé sur toile, 55,2 × 46,1 cm[64]
    - Côte provençale, 1908, encre de chine et aquarelle sur esquisse au crayon sur carton, 17 × 21,2 cm[65]
    - Dormeuse nue dans la clairière, 1907, huile sur papier marouflée sur toile, 27,2 × 34,2 cm[66]
    - Antibes, 1908, huile sur toile, 73 × 92 cm[67]

  - Le Havre, musée d'art moderne André-Malraux
    - Plage de la Vignasse, les Îles d'Or, 1891-1892, huile sur toile, 65,5 × 92,2 cm[68]
    - Le Mourillon, 1906, aquarelle et crayon noir sur papier vélin épais, 16,9 × 24,7 cm[69]
    - Paysage avec eucalyptus et rivière ou Arbres devant une rivière, vers 1906-1908, huile sur bois, 18 × 17 cm[70]

  - Nancy, musée des Beaux-Arts
    - La Ferme, matin, 1893, huile sur toile, 65 × 92 cm[71]
    - Après-midi à Pardigon, 1907, huile sur toile, 80,7 × 65 cm[72]

  - Paris, musée des Arts décoratifs
    - Les blanchisseuses en Provence, vers 1885-1889, huile sur toile

  - Paris, musée d'Orsay
    - Madame Hector France, 1891, huile sur toile, 208,5 × 149,5 cm[73]
    - Les Îles d'or, 1891-1892, huile sur toile, 59,5 × 54 cm[74]
    - La Chevelure, vers 1892, huile sur toile, 61,5 × 46 cm[75]
    - L'Air du soir, vers 1893, huile sur toile, 116 × 166 cm[76]
    - Venise, le canal avec des bateaux à voiles et au fond la Salute, vers 1903, aquarelle, 17,6 × 24,9 cm[77]
    - Venise, la Dogana vue du Grand Canal, 1903-1904, aquarelle, 29,9 × 44,5 cm[78]
    - Nu dans un jardin, 1905, huile sur papier marouflé sur toile, 34,9 × 26,9 cm[79]
    - La Fuite des nymphes, vers 1906, huile sur toile, 73 × 92 cm[80]
    - Le Naufrage, vers 1906, huile sur toile, 46 × 55 cm[81]
    - Les Cyprès à Cagnes, 1908, huile sur toile, 81 × 100 cm[82]

  - Saint-Tropez, musée de l'Annonciade
    - La Baie à Cavalière, 1906-1907, huile sur toile, 65,3 × 81,4 cm[83]
    - Le Bois, 1906-1907, huile sur toile, 46,2 × 55,5 cm[84]

  - Toulouse, fondation Bemberg
    - Un Canal à Venise, 1899, huile sur toile, 55 × 45,7 cm[85]
    - Paysage, 1899, huile sur toile, 38 × 55,6 cm[86]
    - La Chaîne des Maures, 1906-1907, huile sur toile, 65,1 × 81,3 cm[87]
    - Homme à la barque

- En Israël
  - Jérusalem, musée d'Israël
    - Clairière en Provence (Étude pour La Clairière), vers 1906, huile sur papier fixé sur toile, 56,5 × 44 cm[88]
    - Paysage, vers 1906, aquarelle, 17,5 × 25 cm[89]

- Au Japon
  - Hakone, musée d'Art Pola
    - Scène de forêt, 1906-1907, huile sur toile, 59,5 × 73 cm[90]
- Aux Pays-Bas
  - Otterlo, Kröller-Müller Museum
    - Étude pour Le Ranelagh : Parc avec figures, vers 1889, huile, craie de couleur sur carton, 45 × 54 cm[91]
    - Pêcheurs (Var), 1895-1901, huile sur toile, 38 × 46 cm[92]
    - Ponte San Trovaso (Venise), 1903-1905, huile sur toile, 64,9 × 81,2 cm[93]

- En Russie
  - Saint-Pétersbourg, musée de l'Ermitage
    - Église de Sainte-Marie-des-Anges près d'Assise, 1909, 73,5 × 92 cm[94]

- En Suisse
  - Bâle, Kunstmuseum
    - Boulevard, huile sur carton, 46,5 × 60 cm[95]

  - Genève, musée d'Art et d'Histoire
    - Le Lesteur, 1909, huile sur toile, 92 × 72 cm[96]

### Galerie

Œuvres de Henri-Edmond Cross
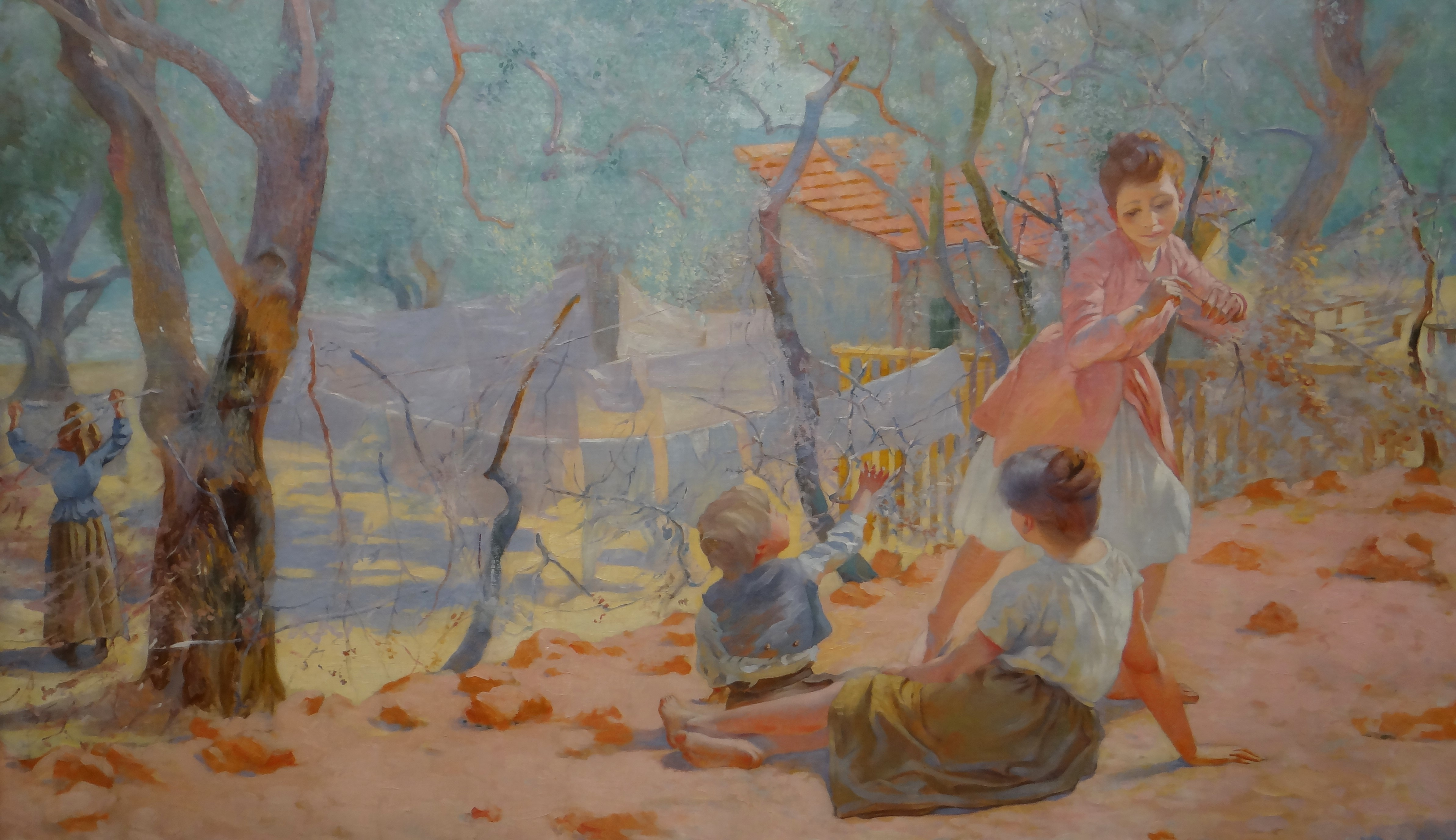
Blanchisseuses en Provence (1885-1889), Paris, musée des Arts décoratifs.
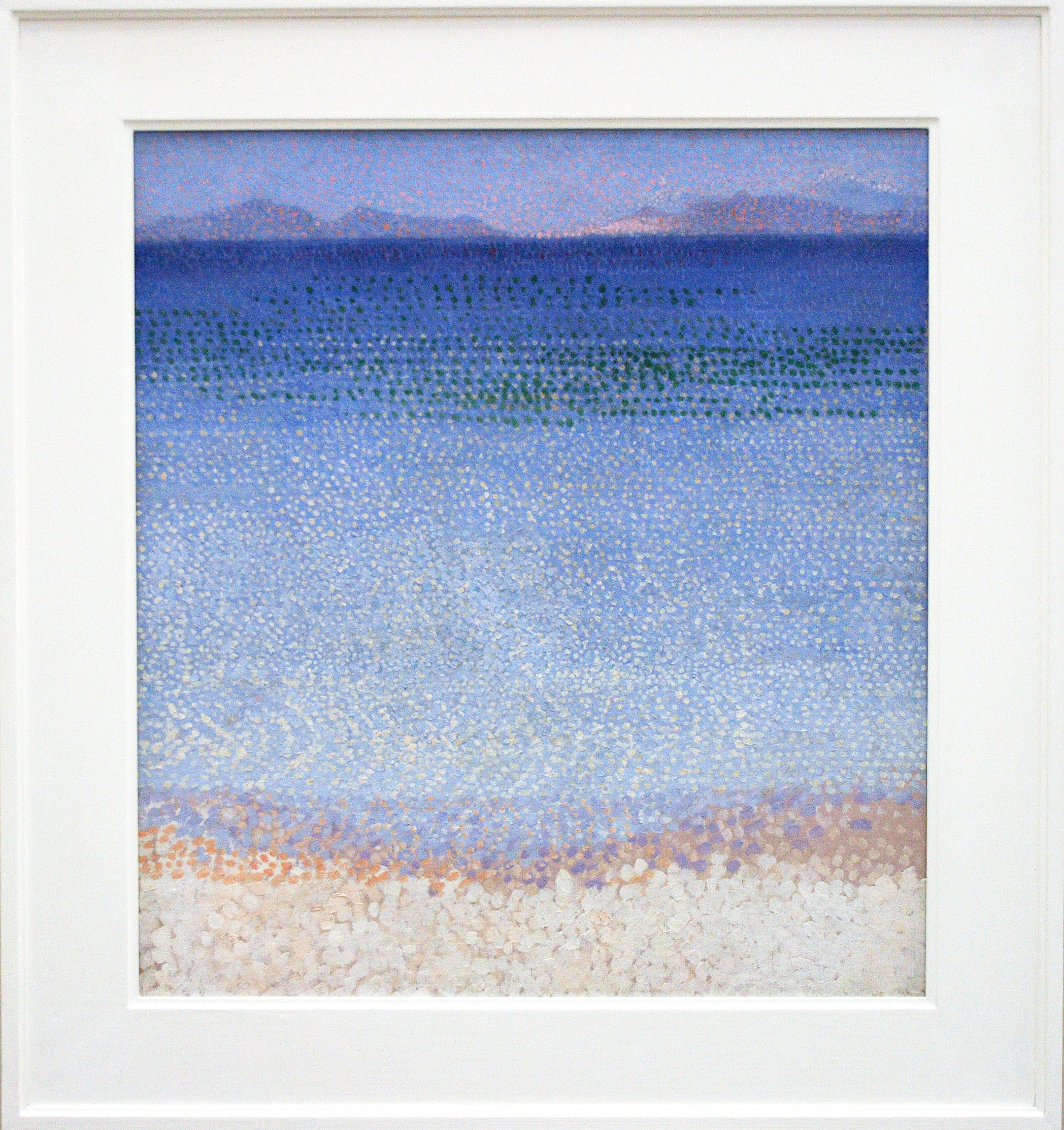
Les Îles d'or (1891-1892), Paris, musée d'Orsay.
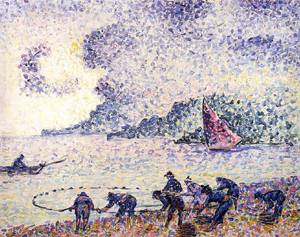
Pécheur (1895), Otterlo, musée Kröller-Müller.
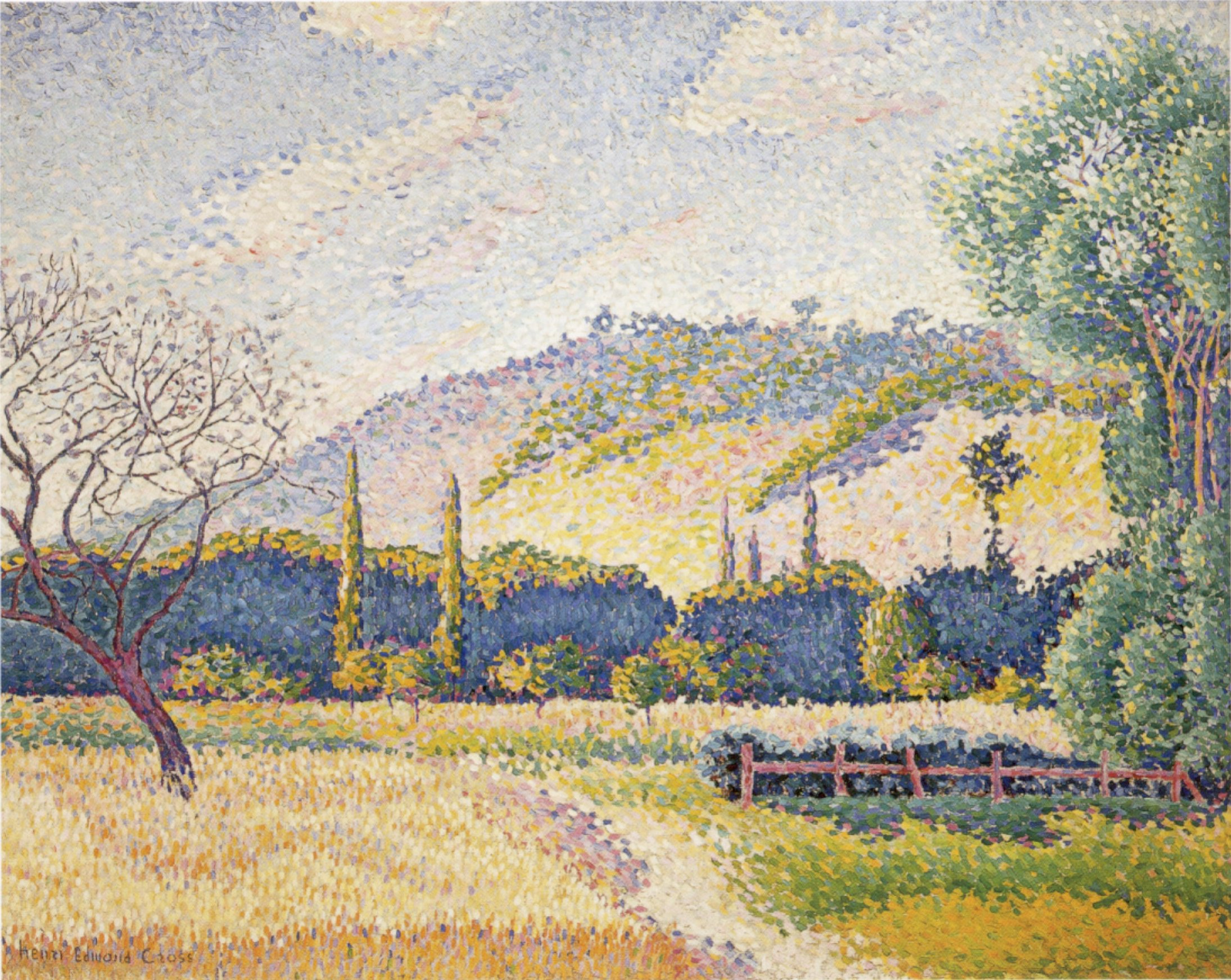
Paysage (vers 1896-1899), Honolulu Academy of Arts.
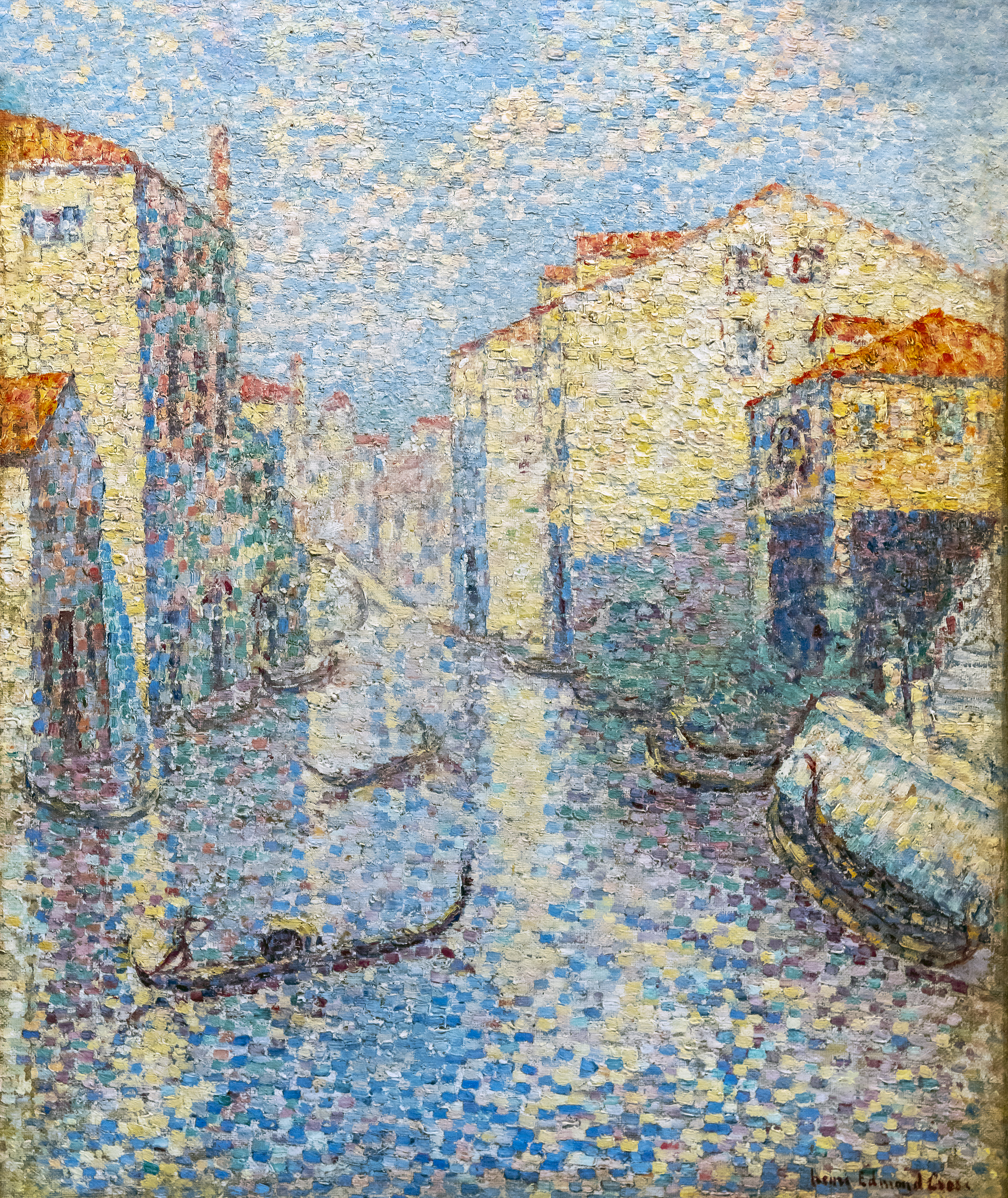
Un canal à Venise par Henri-Edmond Cross (1899).
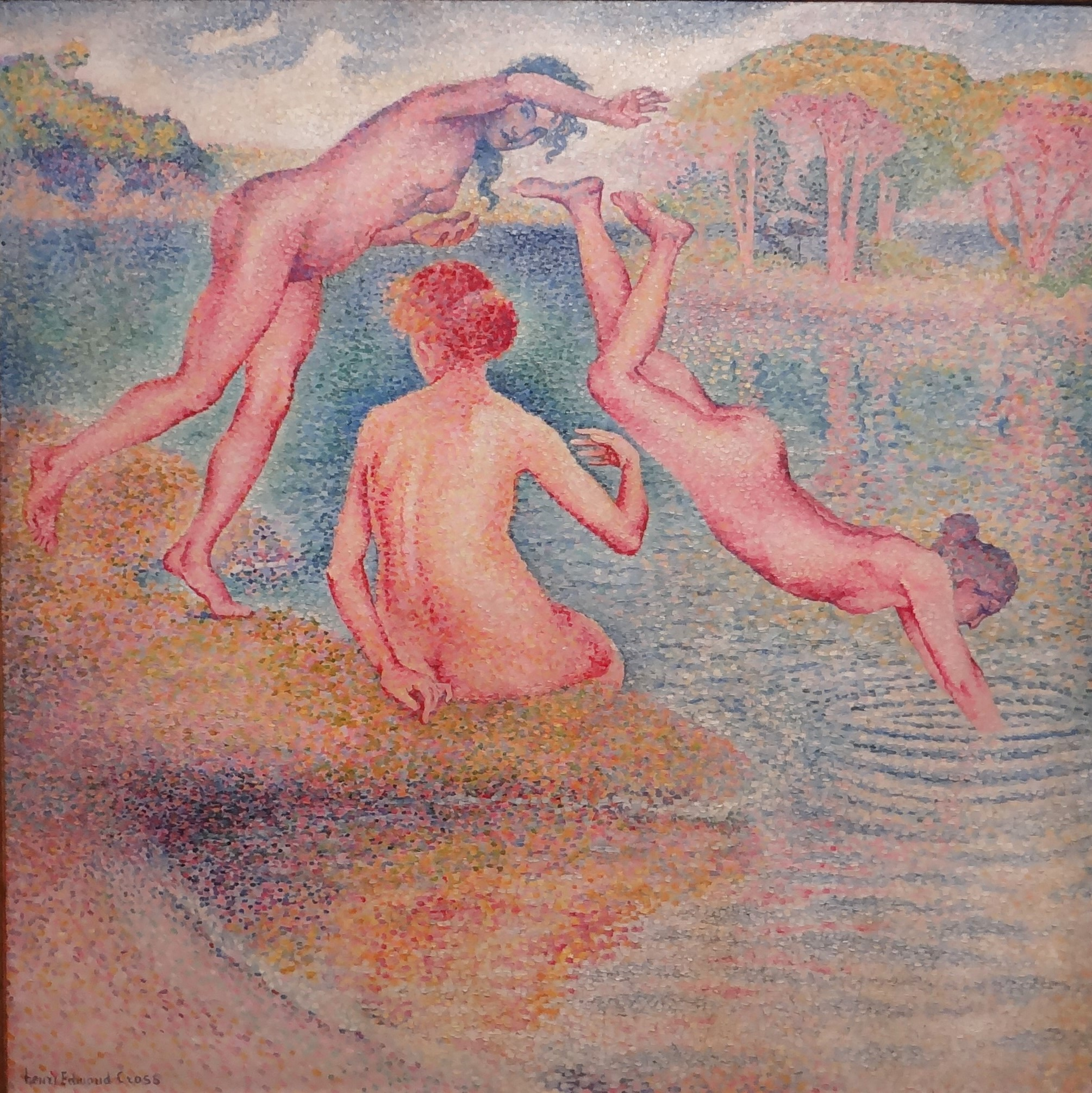
Baigneuses (1899-1902), Collection particulière.
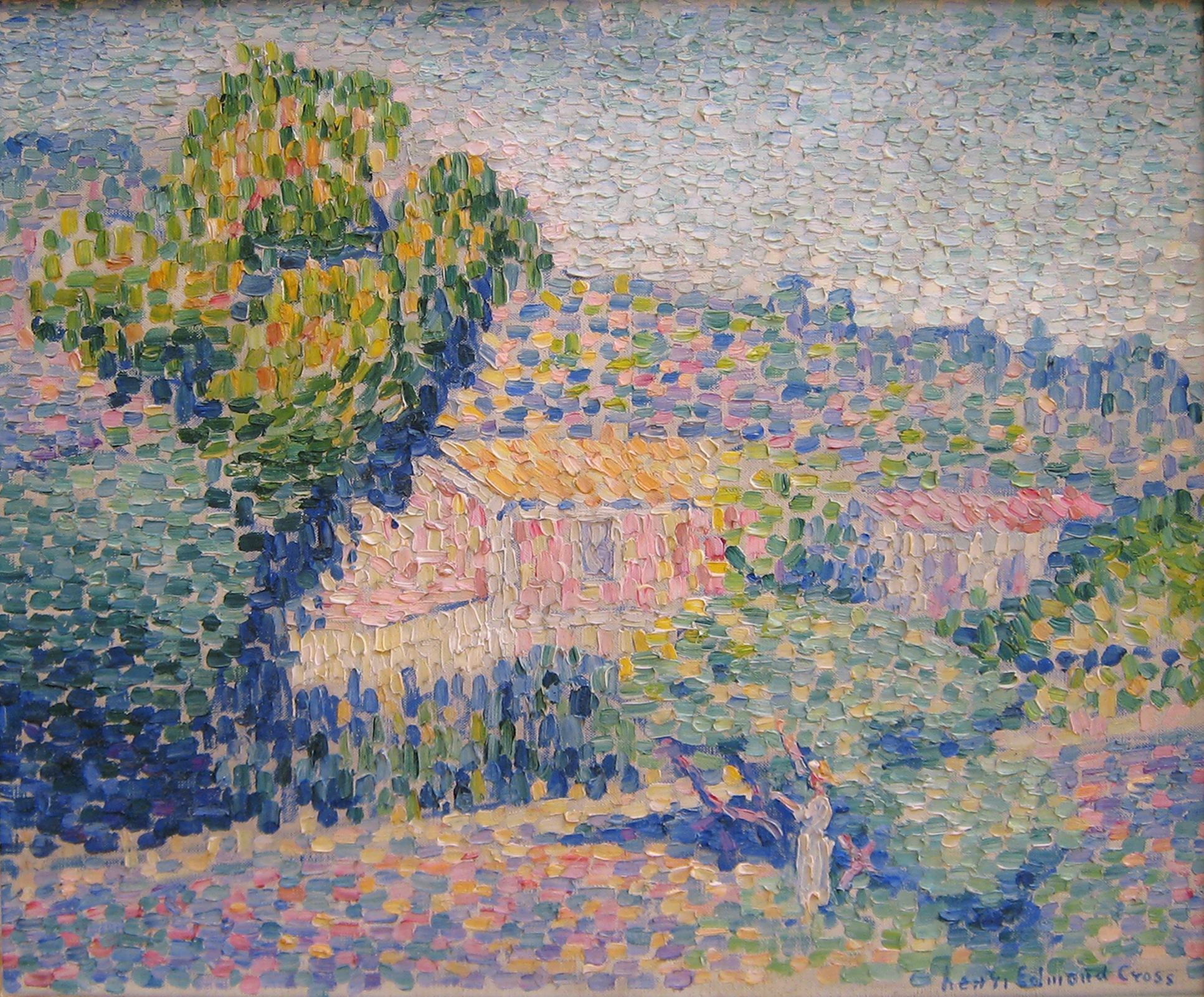
La Maison rose (vers 1901-1905), musée communal des beaux-arts d'Ixelles.
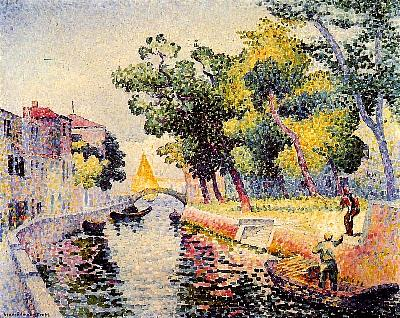
Ponte San Trovaso (vers 1902-1905), Otterlo, musée Kröller-Müller.
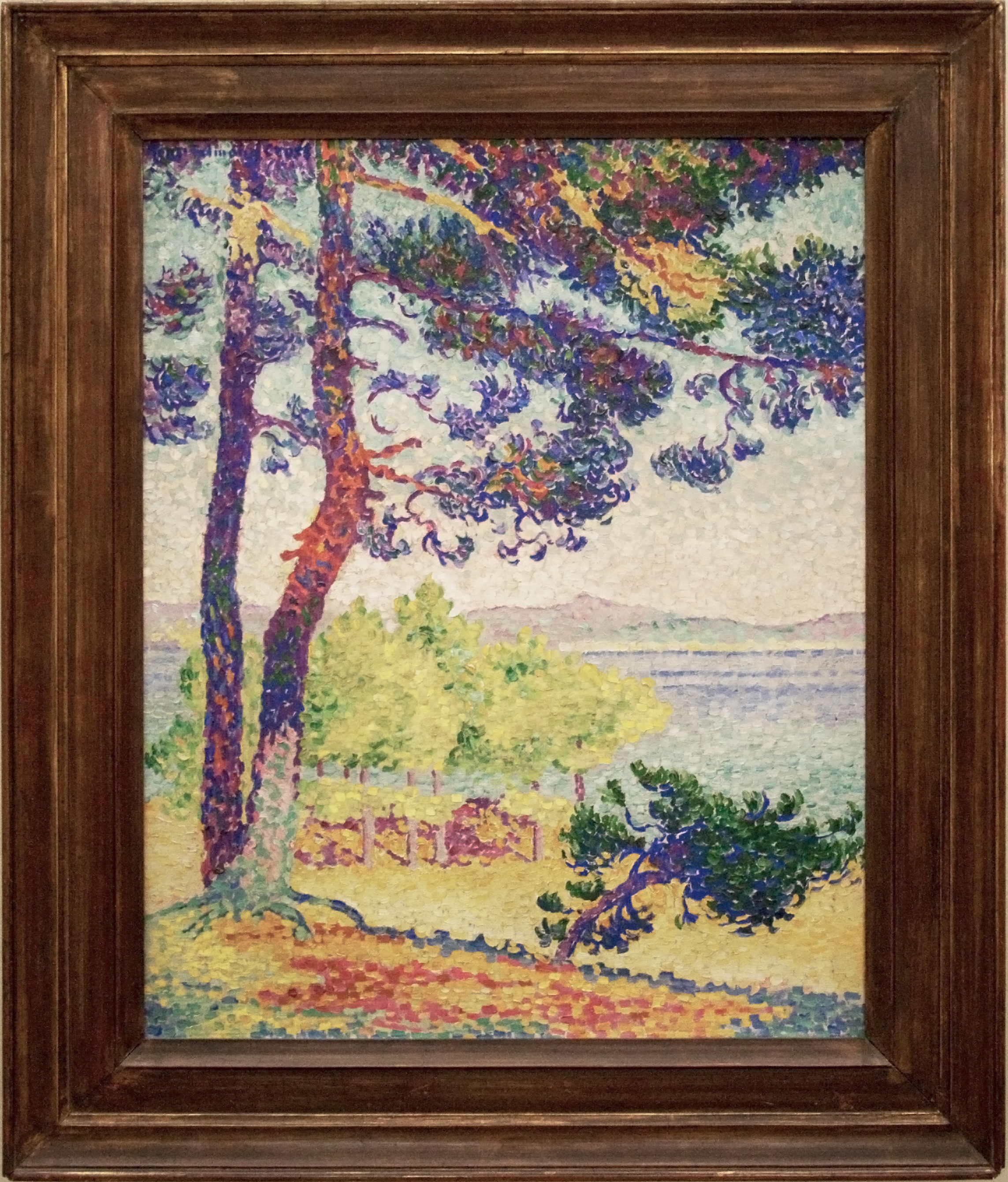
Après-midi à Pardigon (1907), Paris, musée d'Orsay.
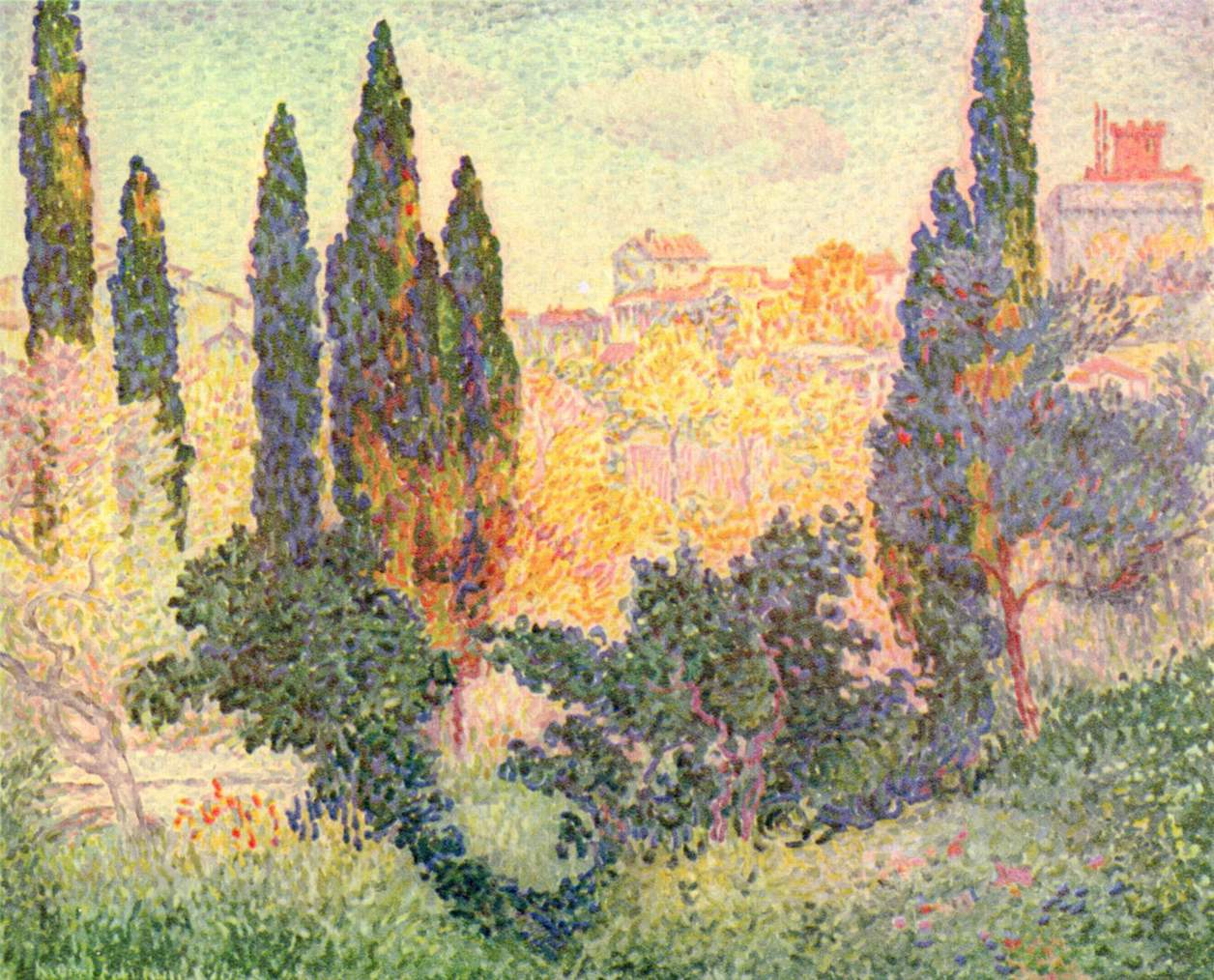
Cyprès à Cagnes (1910), Paris, musée d'Orsay.
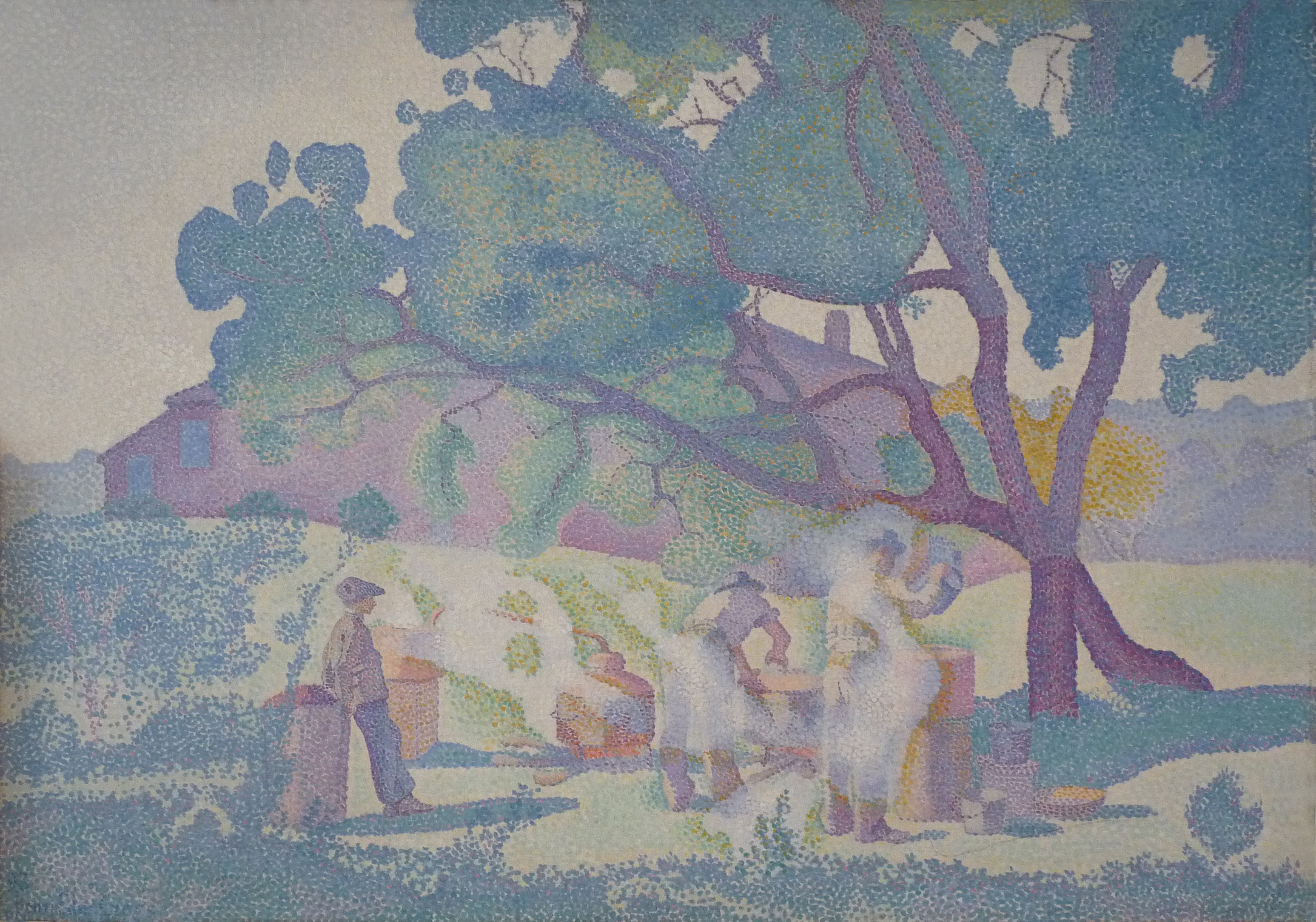
La Ferme, matin (1893), Nancy, musée des Beaux-Arts de Nancy.

## Citation
« Je veux peindre le bonheur, les êtres heureux que seront devenus les hommes dans quelques siècles, quand la pure anarchie sera réalisée. » − Lettre à Paul Signac.